# Papa Little
Pour les articles homonymes, voir Papa et Little.
Papa Little est une île des Shetland, archipel au nord-ouest de l'Écosse. L'île se situe à la pointe d'Aith Voe au nord-ouest de l'île principale. Largement recouverte de tourbières, elle fut habitée jusque dans les années 1840.  
Son nom dériverait de "Petite île des Papars", du nom de moines irlandais qui se seraient installés dans plusieurs îles nord-atlantiques jusqu'en Islande avant l'arrivée des Scandinaves.